# 클레망소급 항공모함
클레망소급(La classe Clemenceau (Projet PA 54))은 1961년부터 2000년까지 2척이 운용된 프랑스의 30,000톤급 디젤 추진식 항공모함이다.

## 함재기
클레망소급에는 40대의 함재기가 탑재된다.
- 12톤 슈퍼 에텡다르 전투기 15대
- 10톤 에텡다르4 공격기 4대
- 13톤 F-8E 크루세이더 공격기 8대
- 8톤 브레게 알리제 프로펠러 대잠기 8대
- 4톤 돌핀 페드로 탐색구조 헬기 2대
- 13톤 슈퍼 프렐롱 대잠 헬기 2대

## 실전기록
- 1990년 8월 13일 - 승무원 1,000명, 40대 헬기를 탑재한 항공모함 클레망소가 미사일 순양함 콜베르, 연료보급선 바르호와 함께 툴롱항을 출발, 걸프전을 참전하기 위해 페르시아만으로 향했다.
- 1995년 5월 27일 - 사라예보의 유엔 평화유지군 초소를 지키던 프랑스 병사 2명이 세르비아군과의 전투에서 사망, 초소를 빼앗겼다. 이에 프랑스 합참의장 자크 랑사드 장군은 28일 항공모함 포슈가 2척의 호위함과 함께 출항, 30일 아드리아해에 진입할 것이라고 말했다.

## 함선 목록
1. 클레망소
2. 포슈, 2000년 9월에 브라질 해군으로 넘어가 상파울루로서 재취역.